# Crannóg von Loughbrickland

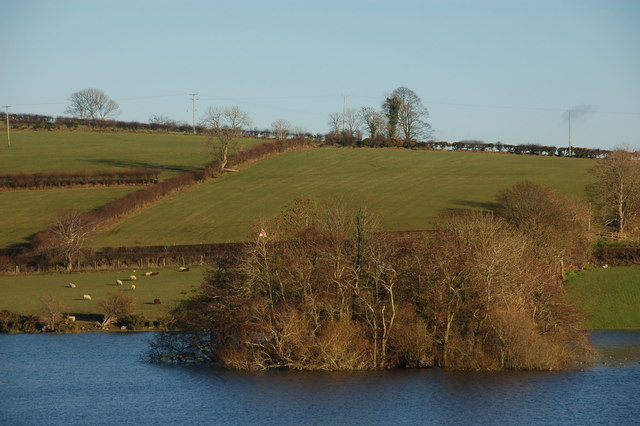
Crannóg von Loughbrickland

Der Crannóg von Loughbrickland ist eine künstliche Insel, 1,6 km vom Dorf Loughbrickland (irisch Loch Bricleann) und etwa 6,5 km südwestlich von Banbridge im County Down in Nordirland. Er befindet sich in der Mitte des kleinen Sees Loughbrickland Lake und ist von der südlichen Fahrbahn der A1 Belfast-Dublin aus zu sehen. Der Crannóg von Loughbrickland ist ein Scheduled Monument. 

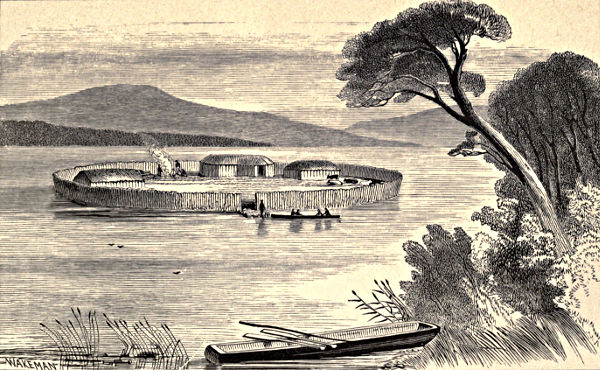
Schema intakter Crannóg

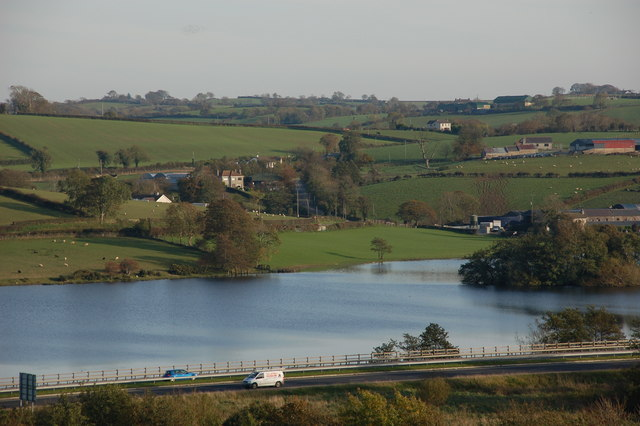
Crannóg von Loughbrickland

Der Crannóg war von einer Pfahlreihe umgeben und bestand aus Hausmüll, Topfscherben, Werkzeugen, Tierresten und Asche aus Herden und Öfen (englisch occupation earth). Der Crannóg stammt aus der Spätbronzezeit (1000 bis 500 v. Chr.). Er wurde noch im 17. Jahrhundert von der Familie Magennis bewohnt, die eine Burg verlassen hatte, die vermutlich am Seeufer gelegen hatte. Der Crannóg war 1642 Ort eines Gefechts, als er von Rebellen der irischen Rebellion als Versteck genutzt wurde. 